# اوویک
اوویک (به هلندی: Ewijk) یک منطقهٔ مسکونی در هلند است که در بئونینگن واقع شده‌است. اوویک ۳٬۴۳۷ نفر جمعیت دارد.